# توماس گرینر
توماس گرینر (انگلیسی: Thomas Greiner؛ زادهٔ ۳ مه ۱۹۶۳) قایقران روئینگ اهل آلمان شرقی بود.
وی در مسابقات کشوری و بین‌المللی در مجموع برندهٔ ۵ مدال طلا، ۱ مدال نقره، ۳ مدال برنز شده‌است.